# Saparmurat Nijasov
Saparmurat Atajevitj Nijasov (turkmensk: Saparmyrat Ataýewiç Nyýazow (Сапармырат Атайевич Ныязов) ; født 19. februar 1940, død 21. december 2006) fra 1985 frem til sin død præsident og diktator af Turkmenistan.
Human Rights Watch betegnede Nijasovs styre som et af de mest undertrykkende regimer i verden[kilde mangler]. Befolkningen behandles med vilkårlig hård hånd. Blandt andet blev en baptistisk familie med 9 børn anholdt uden grund, da de sad og så filmen "Find Nemo"[kilde mangler].

## Uddrag af Nijasovs dekreter
Der er for få eller ingen kildehenvisninger i denne artikel, hvilket er et problem. Du kan hjælpe ved at angive troværdige kilder til de påstande, som fremføres i artiklen.

Nijasov blev berygtet for en række aparte beslutninger og dekreter:
- Opera, ballet og cirkus er ulovligt
- Det er ulovligt at have guldtænder, skæg eller langt hår (gælder vistnok også kvinder)
- Kvindelige nyhedsværter må ikke have hvid make-up på, fordi det skal være lettere at kende forskel på mænd og kvinder på TV
- Ved afslutningen af nyhederne skal oplæserne løfte deres hånd og proklamere, "må min hånd blive skåret af hvis jeg skader mit land, og må min tunge visne hvis jeg bagtaler landet, flaget eller præsidenten"
- Alle TV-kanaler viser konstant en guldfarvet profil af præsidenten i det ene hjørne
- Alle hospitaler udenfor Turkmenistans hovedstad er blevet lukket
- Det er blevet forbudt at have mere end en hund eller kat
- Voldelige computerspil er blevet ulovlige i Turkmenistan
- Det er ulovligt at kritisere præsidenten
- Der er ved at blive bygget et is-palads til 1000 personer. Turkmenistan er et af verdens varmeste lande; temperaturen kan nå op på 50 grader om sommeren. "Vores børn kan lære at stå på ski og skøjter", har han udtalt. Ispaladset kommer til at ligge i en ørken.
- Navnene på dage og måneder er blevet ændret og er nu opkaldt efter ham selv og hans familiemedlemmer. Ordet for "brød" er blevet ændret til hans afdøde mors navn
- Han har proklameret en national fridag til ære for meloner
- Han har defineret grænsen for forskellige aldersgrupper på følgende måde: Man er barn til man fylder 13, "ung" til man er 25 og "yngre" til man er 37. For at kunne kalde sig "gammel" skal man være fyldt 85
- Han har udnævnt sig selv til "Præsident for Livstid"

## Død
Nijasov døde d. 21. december 2006 af en hjertesygdom. Hans død blev vurderet som gavnlig for landet i længden, da hans regime var diktatorisk, men på kort sigt var landet lammet og i chok. Han blev begravet d. 24. december 2006 i sin fødeby, Kiptjak.